# Złoty czworobok
Złoty czworobok, dosł. złoty kwadrat (arab. ‏المربع الذهبي‎, al-murabba az-zahabi) – grupa oficerów armii irackiej o panarabskich poglądach, która w końcu lat 30. XX wieku przejęła faktyczną władzę w Iraku. Okres jej wpływów zakończył się razem z brytyjską interwencją w Iraku w 1941.

## Członkowie grupy i jej działalność

### 1937–1939
Armia iracka zaczęła odgrywać czołową rolę w polityce irackiej od 1936, gdy grupa polityków cywilnych, na czele z Hikmatem Sulajmanem i Dżafarem Abu at-Timmanem sama poprosiła wojskowych o dokonanie zamachu stanu, w przekonaniu, że tylko tą drogą kraj będzie mógł zostać odgórnie zreformowany. Na czele puczu stanął gen. Bakr Sidki. Nadzieje na reformę wiązane z powstałym po tym wydarzeniu rządem Hikmata Sulajmana nie sprawdziły się. Ponadto polityka zagraniczna rządu, niezainteresowanego ideą panarabizmu i orientującego się na Iran oraz Turcję oraz niewywiązanie się z wcześniejszych obietnic polepszenia warunków służby wzbudziły niezadowolenie oficerów o panarabskich przekonaniach. W 1937 grupa wojskowych spiskowców zorganizowała udany zamach na Sidkiego, a następnie doprowadziła do dymisji rządu Sulajmana. Czołowymi organizatorami zamachu byli Salah ad-Din as-Sabbagh, Amin al-Umari, Kamil Szabib, Abd al-Aziz Dżamulki, Mahmud Salman, Husajn Fauzi oraz Fahmi Sa’id. Z tej grupy z kolei największe wpływy mieli as-Sabbagh, Szabib, Sa'id oraz Salman i to ich określano mianem złotego czworoboku (kwadratu). 
Złoty czworobok i pozostali związani z nim oficerowie obiecali, że po dokonaniu przewrotu nie będą więcej ingerować w życie polityczne, jednak obietnica ta od początku nie miała pokrycia, tym bardziej, że iraccy politycy przyzwalali na udział armii w sprawowaniu władzy. Dzięki ich protekcji nowym premierem Iraku został Dżamil al-Midfa’i, jednak i on nie spełnił oczekiwań oficerów - nie zamierzał represjonować zwolenników obalonego rządu Sulajmana. W tej sytuacji oficerowie porozumieli się z Nurim as-Sa’idem, któremu ufali także ze względu na wielokrotnie deklarowane przezeń przekonania panarabskie i wcześniejsze promowanie idei unii Iraku, Jordanii, Syrii i Palestyny (tzw. Żyzny Półksiężyc) jako rozwiązania problemu Palestyńczyków. W 1938 wymusili dymisję premiera, a następnie nominację as-Sa’ida, grożąc szefowi rządu oraz królowi Ghaziemu ogólnokrajowym buntem. Do 1941 wpływ wojska na nominacje rządowe w Iraku był decydujący, oficerowie nie ingerowali natomiast w bieżącą działalność utworzonych za ich zgodą gabinetów. Oficerowie narzucili cywilnym politykom ideologię panarabską, która ich zdaniem stanowiła podstawę irackiej tożsamości. Pragnęli, by Irak odegrał wiodącą rolę w procesie jednoczenia Arabów i tworzenia ich wspólnego, potężnego państwa, nie interesowali się natomiast wewnętrznym problemami społecznymi państwa. Nuri as-Sa’id przyczynił się jeszcze do konsolidacji znaczenia złotego czworoboku w wojsku, usuwając z niego oficerów o odmiennych zapatrywaniach.

### 1939–1941
Pozycja złotego czworoboku i skupionych wokół niego panarabskich oficerów skomplikowała się po śmierci króla Ghaziego w kwietniu 1939 i nominowaniu regenta (w imieniu małoletniego Fajsala II) Abd al-Ilaha, zwolennika ścisłej współpracy Iraku z Wielką Brytanią. Stanowisko regenta, probrytyjskie i antyniemieckie, podzielał również Nuri as-Sa'id. Oficerowie natomiast byli wobec Londynu nastawieni wrogo. Wielu z nich pozostawało pod wpływem niemieckiego ambasadora w Bagdadzie Fritza Grobby, było pod wrażeniem rozwoju Niemiec w okresie międzywojennym i wierzyło, że to III Rzesza i jej sojusznicy zwyciężą w trwającej wojnie. Między regentem a złotym czworobokiem istniała również prywatna niechęć, gdyż regent uważał ich za niegodnych współpracy z dynastią haszymicką parweniuszy.

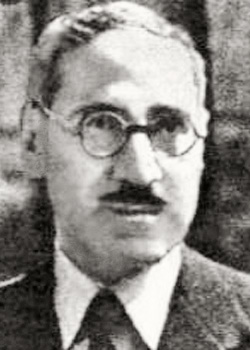
Raszid Ali al-Kilani

We wrześniu 1939 oficerowie sprzeciwili się żądaniom Wielkiej Brytanii, by Irak zerwał z Niemcami stosunki dyplomatyczne, na co zgodził się premier. Złoty czworobok zaakceptował jego postępowanie, uznając, że w razie potrzeby i tak będzie w stanie obalić rząd. W 1939 na zaproszenie oficerów do Bagdadu przybył Al-Hadżdż Muhammad Amin al-Husajni, wielki mufti Jerozolimy i przywódca nieudanego powstania arabskiego w Palestynie. W lutym 1940 doszło do kryzysu w stosunkach między wojskiem a Nurim as-Sa'idem, czego rezultatem była dymisja tego ostatniego ze stanowiska premiera. Doszło również do konfliktu w armii, gdyż przeciwko złotemu czworobokowi wystąpił jej głównodowodzący Husajn Fauzi. W tej sytuacji as-Sabbagh, Szabib, Salman i Sa'id ogłosili poparcie dla Nuriego as-Sa'ida i zaczęli szykować się do zbrojnej konfrontacji z Fauzim i jego zwolennikami. Groźba otwartej walki skłoniła regenta do powtórnego powierzenia as-Sa'idowi misji tworzenia rządu, jednak ten już w marcu zrezygnował ze stanowiska, poróżniony z niektórymi ministrami i niepewny poparcia wojska, jak również wiedząc, że jego probrytyjska polityka miała coraz więcej wrogów. W tej sytuacji regent powołał na nowego premiera Raszida Alego al-Kilaniego, panarabistę bliskiego złotemu czworobokowi, nakazując mu jednak utworzyć rząd jedności narodowej z udziałem także polityków o orientacji probrytyjskiej, z tym z Nurim as-Sa'idem jako ministrem spraw zagranicznych. Według A. Dawishy krok ten był skonsultowany ze złotym czworobokiem, zaś Ch. Tripp temu zaprzecza, sugerując, że utworzenie rządu w takim kształcie miało pozbawić panarabskich wojskowych niektórych wpływowych sojuszników wśród polityków cywilnych.
Naciski złotego czworoboku, którego proniemieckie poglądy stawały się coraz silniejsze, na premiera (razem z innymi czynnikami) odniosły skutki. Al-Kilani, który początkowo zamierzał balansować między zobowiązaniami Iraku wobec Wielkiej Brytanii a oczekiwaniami oficerów, godząc rywalizujące stronnictwa polityczne, wbrew oczekiwaniom regenta, coraz wyraźniej przechodził na pozycje antybrytyjskie. W czerwcu 1940 dopiero po manifestacyjnie przedłużających się dyskusjach rząd Iraku zgodził się na przemarsz wojsk brytyjskich przez swoje terytorium, latem tego samego roku nie zgodził się zerwać stosunków dyplomatycznych z Włochami. Al-Kilani zaczął być postrzegany jako przywódca oporu przeciwko brytyjskiej dominacji w Iraku. Gdy w związku z tym regent zaczął domagać się od niego dymisji, złoty czworobok wystąpił w obronie gabinetu i oznajmił, iż w razie dymisji al-Kilaniego wojsko wymusi przywrócenie jego rządu. Ostatecznie al-Kilani odszedł ze stanowiska w styczniu 1941, gdy złoty czworobok doszedł do przekonania, że nie warto interweniować zbrojnie i ryzykować wojny domowej w jego obronie. Zaakceptował również jako nowego premiera kolejnego zwolennika panarabizmu, Tahę al-Haszimiego. Niemal natychmiast wystąpił on jednak przeciwko złotemu czworobokowi, doprowadzając do przeniesienia dwóch jego członków do garnizonów odległych od Bagdadu. Oficerowie nie wykonali tego rozkazu.

### Zamach stanu 1941 i upadek złotego czworoboku
1 kwietnia 1941 oficerowie przeprowadzili przewrót, nazywany następnie zamachem stanu al-Kilaniego, gdyż właśnie on stanął ponownie na czele nowego rządu utworzonego w Bagdadzie. Regent i Nuri as-Sa'id zbiegli do Transjordanii. Odpowiedzią Wielkiej Brytanii była zbrojna interwencja w Iraku i obalenie gabinetu al-Kilaniego w maju 1941. Rząd al-Kilaniego oraz członkowie złotego czworoboku zbiegli z Bagdadu. Oficerowie zostali jednak szybko pojmani przez Brytyjczyków. Skazani jeszcze wcześniej, in absentia, na śmierć na fali czystek przeprowadzonych przez powracający probrytyjski rząd Nuriego as-Sa’ida. Wszyscy członkowie złotego czworoboku zostali publicznie straceni przez powieszenie. Jako ostatni zginął w 1945 as-Sabbagh. Wojsko przestało odgrywać aktywną rolę w irackiej polityce do zamachu stanu w 1958, po którym władzę w kraju ponownie przejęli oficerowie.